# Sulayman Sait Mboob
Sulayman Sait Mboob (* 29. Juni 1948 in Kau-ur) ist ein gambischer Agrarwissenschaftler und Politiker. Er war Landwirtschaftsminister (englisch Secretary of State for Agriculture) Gambias.
Nach dem Besuch der Grundschule seit 1954 ging Mboob 1960 auf die Gambia High School in Banjul. Ab 1969 besuchte er die University of Ulster in Belfast und absolvierte mit einem Bachelor of Science. Anschließend ging 1973 er auf das Imperial College of Science and Technology an der University of London und machte seinen Master of Science und das DIC in Angewandter Entomologie in der tropischen Landwirtschaft.
1974 trat Mboob eine Anstellung im gambischen Landwirtschaftsministerium (Gambia Department of State for Agriculture) an. Nationaler Koordinator des Comité permanent Inter-Etats de Lutte contre la Sécheresse dans le Sahel (CILSS) wurde er 1981. Für die United National Food and Agriculture Organization war er ab 1983 tätig. Er ließ sich Ende 2003, nach 21 Jahren Tätigkeit bei der UN-Organisation, pensionieren.
Am 5. April 2004 wurde er als Landwirtschaftsminister ins Kabinett von Gambia von Präsident Yahya Jammeh berufen und löste Hassan Sallah in diesem Amt ab. Er wurde am 6. Mai im Amt vereidigt. Am 2. März 2005 gab Mboob das Amt an Yankuba Touray ab. Bei der Entlassung durch den Präsidenten beschuldigte er ihn eines Fehlverhaltens in seiner Amtszeit.
Mboob wurde im August 2005 mit dem Vorwurf eines finanziellen Fehlverhaltens für fünf Tage in Arrest genommen und dann auf Kaution freigelassen. Sein Fall wurde im April 2007 und März 2008 vor Gericht verhandelt, zuvor wurde er 2006 Kommissar der Independent Electoral Commission.
Nach seinem Ausscheiden aus der Regierung wurde er Eigentümer und Geschäftsführer eines Milchviehbetriebs (Kombo Dairy Farm).